# Rădulești, Vrancea
Rădulești este un sat în comuna Vânători din județul Vrancea, Moldova, România. Se află în partea de est a județului, în Câmpia Siretului Inferior. La recensământul din 2002 avea o populație de 877 locuitori.